# Ezequiel Otoya
José Ezequiel González de Otoya y Correa o simplemente Ezequiel Otoya (Paita, 1836 - Lima, 25 de abril de 1882) fue un marino peruano. Participó en la campaña naval de la Guerra del Pacífico.

## Biografía
Hijo de Jacinto José González de Otoya y Navarrete, y de Andrea Correa. Estuvo casado con Rosalía Radavero Olavarrieta.
En 1855 ingresó a la Marina como guardiamarina, sirviendo a bordo del bergantín Almirante Guise. En noviembre de 1857 se hallaba en la goleta Loa.  Por entonces ya era alférez de fragata. Luego pasó a la goleta a vapor Izcuchaca, en la que asistió al bloqueo de los puertos ecuatorianos, durante la campaña del Ecuador de 1858-1859 y fue ascendido a teniente segundo.
Ascendido a teniente primero en 1864 y a capitán de corbeta en 1865, durante la guerra hispano-sudamericana fue segundo comandante de la corbeta Unión (su primer comandante era el entonces capitán de fragata Miguel Grau, paisano suyo), y en tal calidad, participó en el combate de Abtao del 7 de febrero de 1866.
Se contó entre los marinos peruanos que en 1867 participaron en la protesta por el nombramiento del comodoro estadounidense John R. Tucker como jefe de la escuadra. Acusado de rebelión, fue apresado y enjuiciado, para finalmente ser declarado inocente. Optó entonces por enrolarse a la marina mercante, sirviendo durante un corto tiempo en la Compañía Nacional de Vapores.
En 1869 se reincorporó a la Marina de Guerra, siendo nombrado segundo comandante del monitor Huáscar, que ejerció hasta 1870, siendo primer comandante Miguel Grau. Posteriormente fue Mayor de Órdenes, Comandante de Arsenales, y subdirector de la Escuela Preparatoria Naval. Fue ascendido a capitán de navío en 1872.  Estuvo entre los firmantes de la proclama de la Marina contra el golpe de Estado de los coroneles Gutiérrez (23 de julio de 1872).
Al estallar la Guerra del Pacífico, regresó a la segunda comandancia del monitor Huáscar (abril de 1879) y al lado de Grau actuó en la campaña naval que mantuvo a raya a la flota chilena durante varios meses. Participó en el combate naval de Iquique y en la captura del vapor Rímac.  En agosto de 1879 dejó el segundo mando del Huáscar, siendo reemplazado por Elías Aguirre. Aunque ya no volvió al monitor, se mantuvo en contacto con Grau, a quien envió una carta felicitándole por su victoria del segundo combate naval de Antofagasta del 27 de agosto de 1879; en respuesta, Grau le remitió una carta fechada en Arica, el 28 de septiembre de 1879, la última que le envió, once días antes del combate de Angamos, y que los herederos de Otoya conservan todavía.
Pasó luego a ser secretario de la Comandancia General de Marina. En 1880 asumió el mando del transporte Limeña y participó en la defensa del Callao, bloqueado por la escuadra chilena. Consumada la derrota peruana en la batalla de Miraflores, recibió la orden de hundir su buque, en enero de 1881. Falleció en 1882, contando apenas con 46 años de edad.